# Taribo West
Taribo West (* 26. März 1974 in Lagos) ist ein ehemaliger nigerianischer Fußballspieler.

## Karriere

### Verein
Der Innenverteidiger Taribo West begann seine Profilaufbahn 1993 beim französischen Erstligisten AJ Auxerre unter Trainer Guy Roux. In dieser Zeit entwickelte er sich schnell zu einem der Schlüsselspieler der Mannschaft und zum Nationalspieler Nigerias. Seine erfolgreichste Zeit erlebte er zwischen 1997 und 1999, als er von Auxerre in die italienische Serie A zu Inter Mailand gewechselt war. Gleich im ersten Jahr gewann er den UEFA-Pokal im Finale gegen Lazio Rom. 
Als italienischer Vize-Meister nahm er im folgenden Jahr an der UEFA Champions League teil und scheiterte im Viertelfinale am späteren Sieger Manchester United. Nach Abschluss der Saison wechselte er zum Lokalrivalen AC Mailand. Bei Milan wurde er jedoch nie so richtig glücklich. Er wechselte im November 2000 in die englische Premier League zu Derby County. Jetzt begannen die Wanderjahre von Taribo West. Knapp ein halbes Jahr spielte er, von November 2001 bis zum Ende der Saison, beim 1. FC Kaiserslautern in der Fußball-Bundesliga. Anschließend war er für ein halbes Jahr vereinslos, bevor er bei Partizan Belgrad von Januar 2003 bis April 2004 unter Vertrag stand. Nachdem er 2004/05 in Katar zu Al-Arabi gegangen war, wechselte er zu Beginn der Saison 2005/06 nach England in die First Division zu Plymouth Argyle, wo er jedoch nur bis zu Beginn des Oktobers 2005 blieb.
2007 unterschrieb er einen Vertrag bei Paykan Teheran, den er jedoch nach nur einem Spiel aufgrund unpünktlicher Gehaltszahlungen auflöste.

### Nationalmannschaft
1994 gehörte West erstmals zum Aufgebot der Nationalmannschaft Nigerias. Zwei Jahre darauf nahm er mit ihr an den Olympischen Sommerspielen teil, bei der es gelang die Goldmedaille zu gewinnen. In der Vorrunde musste man sich nur Brasilien geschlagen geben, zog aber trotzdem glücklich in die nächste Runde ein, da drei Teams der Gruppe D sechs Punkte hatten. Im Finale traf man auf eine weitere südamerikanisches Mannschaft. Gegen Argentinien behielt man aber die Oberhand und setzte sich 3:2 durch. Mit der Nationalmannschaft nahm er anschließend an der Fußball-Weltmeisterschaft 1998 in Frankreich teil. Anschließend spielte er bei der Fußball-Weltmeisterschaft 2002 in Japan und Südkorea.

## Wissenswertes
Taribo West gilt als strenggläubiger Christ, der in Mailand sogar seine eigene Gemeinde gegründet hat. Nachdem er seine Kindheit als Straßengangster in Port Harcourt verbracht hatte, fand er durch das Erlebnis, zuzusehen, als eins seiner Gangmitglieder zu Tode geprügelt wurde, zum Christentum.

## Kurioses
West wechselte 2001 von Derby County zum 1. FC Kaiserslautern. Er gab an, 27 Jahre alt zu sein. Nur fünf Monate später wechselte er zum serbischen Klub Partizan Belgrad. Dort gab er an, 28 zu sein. Der Ex-Präsident von Belgrad, Zarko Zezevic, wird zitiert, dass West eigentlich 40 Jahre alt gewesen sein muss: „Er ist zu uns gekommen, als er 28 war. Später fanden wir dann heraus, dass er eigentlich 40 war. Aber er hat immer noch gut gespielt, deshalb habe ich nicht bereut, dass er bei uns war.“
Das wesentlich höhere Alter soll bei einer sportmedizinischen Untersuchung festgestellt worden sein. Näheres wurde durch die britische Zeitung Daily Mail allerdings nicht erläutert. Daher sind diese Berichte als fraglich zu betrachten.
West bestreitet diese Vorwürfe.